# Bernard Berg
Bernard „Benny” Berg (ur. 14 września 1931 w Dudelange, zm. 21 lutego 2019) – luksemburski polityk i związkowiec, działacz Luksemburskiej Socjalistycznej Partii Robotniczej (LSAP), deputowany, wicepremier i minister.

## Życiorys
Odbył praktykę zawodową i podjął zatrudnienie w koncernie przemysłowym ARBED, był m.in. przewodniczącym delegacji robotniczej w tym przedsiębiorstwie. Zajął się działalnością związkową, pełnił różne funkcje w związku zawodowym LAV, w drugiej połowie lat 60. zajmował stanowisko jego przewodniczącego. Zajął się też działalnością polityczną w ramach Luksemburskiej Socjalistycznej Partii Robotniczej, był członkiem jej komitetu wykonawczego i wiceprzewodniczącym. W latach 1970–1974 i 1981–1984 zasiadał w radzie miejskiej Dudelange. W 1968 wybrany po raz pierwszy do Izby Deputowanych (reelekcja w 1974, 1979 i 1984). W latach 1979–1984 przewodniczył frakcji poselskiej LSAP.
Członek rządów, którymi kierowali Gaston Thorn i Jacques Santer. Był ministrem pracy i zabezpieczenia społecznego, ministrem rodziny, mieszkalnictwa socjalnego i solidarności społecznej (1974–1979), wicepremierem (1976–1979), ministrem zdrowia (1984–1988) oraz ministrem zabezpieczenia społecznego (1984–1989). Po odejściu z parlamentu związany z Fondation Kräizbierg, fundacją działającą na rzecz osób niepełnosprawnych.